# Kessleria
Kessleria là một chi bướm đêm thuộc họ Yponomeutidae.

## Các loài
- Kessleria albanica - Friese, 1960
- Kessleria albescens - Rebel, 1899
- Kessleria albomaculata - Huemer & Tarmann, 1992
- Kessleria alpicella - Stainton, 1851
- Kessleria alternans - Staudinger, 1870
- Kessleria bakeri - Walsingham, 1894
- Kessleria brachypterella - Huemer & Tarmann, 1992
- Kessleria brevicornuta - Huemer & Tarmann, 1992
- Kessleria burmanni - Huemer & Tarmann, 1992
- Kessleria caflischiella - Frey, 1880
- Kessleria copidota - Meyrick, 1889
- Kessleria corusca - Meyrick, 1914
- Kessleria diabolica - Huemer & Tarmann, 1992
- Kessleria fasciapennella - Stainton, 1849
- Kessleria hauderi - Huemer & Tarmann, 1992
- Kessleria helvetica - Huemer & Tarmann, 1992
- Kessleria inexpectata - Huemer & Tarmann, 1992
- Kessleria insubrica - Huemer & Tarmann, 1992
- Kessleria insulella - Moriuti, 1977
- Kessleria klimeschi - Huemer & Tarmann, 1992
- Kessleria longipenella - Friese, 1960
- Kessleria macedonica - Friese, 1963
- Kessleria malgassaella - Viette, 1955
- Kessleria mixta - Huemer & Tarmann, 1992
- Kessleria neuguineae - Moriuti, 1981
- Kessleria pseudosericella - Moriuti, 1977
- Kessleria pyrenaea - Friese, 1960
- Kessleria saxifragae - Stainton, 1868
- Kessleria tatrica - Friese, 1960
- Kessleria wehrlii - Huemer & Tarmann, 1992
- Kessleria zimmermannii - Novicki, 1864